# Tipula aspoecki
Tipula aspoecki är en tvåvingeart som beskrevs av Vogtenhuber 2004. Tipula aspoecki ingår i släktet Tipula och familjen storharkrankar. Inga underarter finns listade i Catalogue of Life.